# سازنده ساز

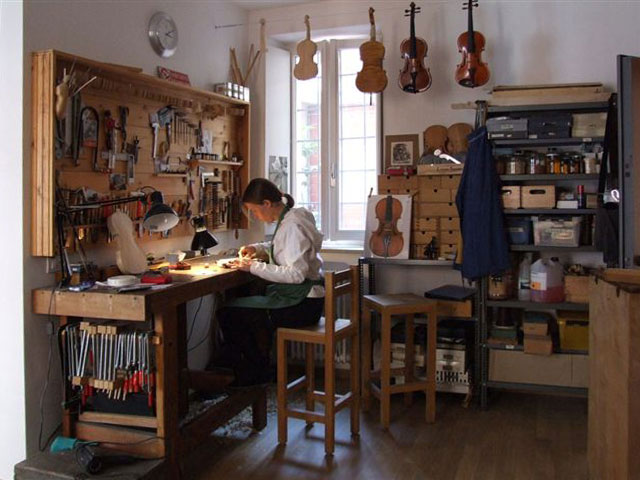
تصویری از یک کارگاه ساخت ساز‌های زهی.

سازنده ساز کسی است که ساز موسیقی می‌سازد. به سازندگان سازهای زهی، لوتیِر (به انگلیسی: luthier) نیز گفته می‌شود.

## ارتباط با نوازندگی
اگر چه منطقی است که کسی که ساز می‌سازد خود نیز نوازنده‌ای خبره باشد، بسیاری از سازندگان ساز خود نوازندگان شهیری نیستند، نظیر یحیی تارساز.
برخی از نوازندگان یا خوانندگان معروف، ساز هم ساخته‌اند، مثلاً محمدرضا شجریان.